# Варакин, Алексей Андреевич
Алексей Андреевич Варакин (род. 1986, Ташкент, Узбекская ССР, СССР) — российский серийный убийца, гражданин Узбекистана, совершивший 4 убийства в 2010 и 2023 годах на территории Санкт-Петербурга и Москвы. Все жертвы Варакина являлись девушками, которые занимались проституцией и предоставляли эскорт-услуги, вследствие чего он известен под прозвищами «Убийца проституток» и «Убийца эскортниц». Арест Варакина в декабре 2023 года вызвал общественный резонанс в России после того, как стало известно, что последние два убийства он совершил после 11-летнего пребывания в психиатрической клинике, где проходил назначенный ему судом курс лечения за совершение двойного убийства в 2010 году. Дело Варакина в очередной раз вызвало споры о бесперспективности современных методов лечения пациентов психиатрических клиник, совершивших в прошлом насильственные преступления, о помещении их под надзор полиции в случае выписки и о привлечении к уголовной ответственности врачей, принимающих необоснованные решения о выписке пациентов психиатрических клиник, чья вменяемость подвергается сомнению.

## Биография

### Детство и юность
О ранних годах жизни Алексея Варакина известно крайне мало. Родился в 1986 году в Ташкенте (Узбекская ССР). Уже в раннем детстве Алексей стал демонстрировать признаки психического расстройства. В середине 1990-х он прошел психиатрическую экспертизу, по результатам которой ему был поставлен диагноз шизофрения, после чего он до 2009 года 4 раза проходил назначенный ему курс лечения в психоневрологических диспансерах на территории Ташкента. В конце 2009 года Варакин покинул Ташкент и переехал в Санкт-Петербург, где проживали его бабушка и дедушка. В Санкт-Петербурге Варакин жил на нелегальном положении и зарабатывал на жизнь случайными заработками.

### Двойное убийство (2010)
1 апреля 2010 года 23-летний Алексей обратился в агентство по оказанию эскорт-услуг, расположенное на Захарьевской улице в Санкт-Петербурге, и выбрал 18-летнюю девушку и 42-летнюю женщину. Пока они переодевались в соседней комнате, Варакин обыскал их одежду и сумочки. После того как женщины заметили пропажу ряда личных вещей, Варакин совершил на них нападение, в ходе которого убил, нанеся большое количество ножевых ранений. С собой он унёс около 100 тысяч рублей наличными, ноутбук, мобильные телефоны убитых и пакет с косметикой.
Вследствие своей неосторожности во время совершения убийств, Варакин был арестован на следующий день после преступления на основании показаний ряда свидетелей и других изобличающих его улик. После ареста Варакин был этапирован в «Государственный национальный центр социальной и судебной психиатрии имени Сербского», где на протяжении последующих нескольких месяцев с ними работали специалисты. На основании результатов ряда психиатрических экспертиз было установлено, что он страдает шизофренией в особо опасной форме, из-за чего в момент совершения преступлений не мог осознавать характер и общественную опасность своих действий. На основании этого в 2011 году по определению коллегии суда Варакин был признан невменяемым, освобождён от уголовной ответственности и направлен на принудительное лечение в одну из психиатрических клиник с интенсивным наблюдением.

### Принудительное лечение и освобождение
Однако Варакин провел в российских психиатрических клиниках всего лишь несколько лет. В середине 2010-х годов его мать подала ходатайство с просьбой перевести сына в аналогичное учреждение на территории Узбекистана. Так как это не противоречило нормативным правовым актам в уголовно-процессуальном законодательстве, ходатайство было удовлетворено, и Алексея Варакина под конвоем доставили в Узбекистан. После начала принудительного лечения каждые полгода Варакин был обследован специальной врачебной комиссией, которая определяла состояние его психического здоровья. В 2021 году комиссия постановила, что психическое здоровье Алексея Варакина заметно улучшилось, после чего приняла решение о его переводе на амбулаторное лечение. Ташкентский городской суд, изучив предоставленные больницей документы, принял решение о выписке Варакина, после чего он оказался на свободе.
Некоторое время Варакин проживал в Ташкенте со своей матерью, где встал на учёт у психиатра и продолжил принимать назначенные ему лекарства на амбулаторной основе. После смерти одного из своих родственников он унаследовал его имущество, которое продал в 2023 году, получив на руки крупную сумму денег. В октябре 2023 года, нарушив установленный за ним в Ташкенте надзор, Варакин покинул территорию Узбекистана и снова отправился в Россию. В течение двух последующих месяцев он проживал по несколько дней на территории Самары и Иваново, после чего в декабре 2023 года появился в Москве.

### Серия убийств (2023)
22 декабря 2023 года Алексей Варакин познакомился в одной из социальных сетей с 40-летней Ольгой Воробьёвой, которая зарабатывала на жизнь проституцией. Варакин пригласил женщину в свой номер гостиницы «Вечный зов», расположенной в Москве недалеко от метро «Партизанская» в районе Измайлово. В номере они некоторое время совместно употребляли алкогольные напитки, после чего Варакин потребовал от Ольги заняться с ним сексом, но Ольга ему отказала, сославшись на сильную степень алкогольного опьянения, после чего Варакин в приступе гнева зарезал женщину и отрезал ей голову. Труп Воробьёвой Варакин сумел скрытно вынести из гостиницы и сбросить его на территории парка-усадьбы в Измайлово, где он был обнаружен на следующий день.
24 декабря 2023 года Варакин на одном из сайтов знакомств познакомился с 25-летней Владой, уроженкой Краснодара, которая занималась проституцией и предоставляла эскорт-услуги. Девушка пригласила Варакина в свою квартиру, которая располагалась в элитном жилищном комплексе недалеко от делового района столицы «Москва-Сити». В квартире Влады Варакин вследствие эректильной дисфункции не сумел произвести половой акт, после чего между ними произошла ссора, в ходе которой Варакин совершил на неё нападение и нанёс несколько ударов ножом. Смертельно раненая Влада сумела совершить по мобильному телефону видеозвонок одной из своих подруг, которая, увидев по видеосвязи Владу и Варакина, в свою очередь позвонила в полицию.
Алексей Варакин был арестован сотрудниками правоохранительных органов на месте преступления через несколько минут после совершения убийства девушки. По одного из версий, после убийства он пытался совершить суицид путём перерезания вен, согласно другой, ножевое ранение ему нанесла жертва в ходе борьбы между ними. После ареста Варакин был доставлен в больницу, где ему была оказана медицинская помощь. На допросах он сразу же стал сотрудничать со следствием и сознался в совершении двух убийств, дав подробные показания по каждому эпизоду.
25 декабря Варакину были предъявлены обвинения в двух убийствах, и он был заключён по стражу Пресненским районным судом до 24 февраля 2024 года. На судебном заседании Варакин проявлял девиантное поведение. Он реагировал на речь судьи и представителей прокуратуры криками, стоял спиной к суду и пытался скрыть своё лицо под капюшоном. Он согласился с решением суда о заключении под стражу, но потребовал посадить его в СИЗО в одиночную камеру.

### Судебный процесс (2025)
Судебный процесс открылся 28 января 2025 года в Московском городском суде и проходил в закрытом режиме. На судебном заседании 38-летний Варакин признал вину только в совершении убийства одной из девушек. В совершении 2-го убийства он вину не признал, заявив уклончиво о том, что «надо разбираться с потерпевшей стороной». Варакин также заявил о своей неготовности давать показания на этой стадии судебного процесса и о необходимости консультироваться со своим адвокатом. Во время открытия судебного процесса Алексей Варакин не прятал лицо от корреспондентов, позволял себя фотографировать и внимательно изучал документы из лежащей рядом папки, однако при этом демонстрировал признаки психического расстройства в своем поведении. Разговаривая с судьей, он часто улыбался. На поставленные ему вопросы отвечал высокопарно и полностью поддержал решение судьи провести судебный процесс в закрытом режиме, так как на нём будут озвучены психические заболевания, которыми он страдал. Судья однако пояснял, что процесс должен пройти в закрытом режиме из-за оглашения личных данных убитых девушек, которые зарабатывали на жизнь проституцией. Представители потерпевших на первое судебное заседание не явились. Их показания, данные в ходе следствия, огласил прокурор. Поскольку ранее Алексей Варакин уже совершил особо тяжкое преступление, его действия судом будут признаны особо опасным рецидивом, даже несмотря на то что с момента первых убийств прошло более десяти лет. Представители обвинения заявляли, что в случае если по результатам судебно-медицинской экспертизы Варакин будет признан вменяемым, а суд установит его продолжительную опасность для общества, они будут требовать для него уголовного наказания в виде пожизненного лишения свободы
По мнению врачей-психиатров, входящих в комиссию по проведению судебно-медицинских экспертиз, Алексей Варакин снова избежит уголовной ответственности, и ему снова будут назначены принудительные меры медицинского характера, так как душевнобольные, проходившие психиатрическое лечение в клиниках и совершившие противоправные деяния после выписки, после возбуждения уголовных дел снова попадают в специализированные психиатрические больницы с интенсивным наблюдением, а не в исправительные колонии.

Медицинский юрист Асад Юсуфов высказал по этому поводу иную точку зрения:
Признать Варакина повторно невменяемым может только суд. Решение принимает суд на основании заключения комиссии, состоящей из врачей-психиатров. Во время следствия такая экспертиза тоже проводится, но последнюю точку ставит только суд. Суд может решить, что предыдущая экспертиза была проведена с нарушениями, не признать ее результаты и назначить новую. Если Варакина признают невменяемым, его снова направят на принудительное психиатрическое лечение. Но с этим могут не согласиться родственники убитых девушек, признанных по делу потерпевшими. Они вправе оспорить результаты такого исследования, однако на практике суд редко признает незаконной ту экспертизу, которую он сам же и назначил. Есть особая категория подсудимых, которые коррупционными путями добиваются признания невменяемым. А когда попадают на лечение, то теми же путями устраивают там себе курорт — едят, пьют нормально, таблетки им вроде бы выписывают, но они их выкидывают. Но Варакин к такой категории явно не относится. Человека признают невменяемым не только по факту наличия у него психиатрического заболевания, такая оценка дается по совокупности нескольких факторов. Врачи, помимо диагнозов, учитывают возраст пациента, задают ему вопросы, призванные установить, насколько он адекватно воспринимает окружающий мир. Симулировать невменяемость при нынешнем уровне развития психиатрии практически невозможно, уверен он. Так что врачам, которые будут исследовать Варакина, можно смело доверять.
В феврале того же года Варакин был этапирован в «Государственный национальный центр социальной и судебной психиатрии имени Сербского», где на протяжении месяца с ним работали специалисты. На основании результатов ряда психиатрических экспертиз было установлено, что он страдает шизофренией в особо опасной форме, из-за чего в момент совершения преступлений он не мог осознавать характер и общественную опасность своих действий. На основании этого 13 марта 2025 года по определению коллегии Московского городского суда Алексей Варакин был признан невменяемым, освобождён от уголовной ответственности и направлен на принудительное лечение в психиатрическую клинику с интенсивным наблюдением.

В качестве последнего слова на судебном процессе Алексей Варакин заявил следующее:
Что и требовалось доказать, ничего нового.

## Реакция общественности
После ареста Варакина, вследствие общественного резонанса, вызванного его преступлениями, в Государственной думе начались обсуждения о необходимости усиления системы контроля за пациентами психиатрических клиник, совершившими в прошлом насильственные преступления, — после выписки они должны находиться под надзором не только врачей, но и полиции. Зампред комитета Госдумы по охране здоровья граждан Алексей Куринный в конце декабря 2023 года заявил, что считает целесообразной передачу информации о пациентах с криминальным прошлым из психиатрических клиник в органы МВД для организации параллельного надзора. Куринный подчеркнул, что в ходе расследования будет уточнена степень стабильности психического состояния Варакина, и под проверку попадут врачи, которые вынесли постановление об освобождении Варакина из психиатрической клиники на территории России на момент перевода его в Узбекистан. По мнению ряда юристов, если в ходе следственной экспертизы будет установлено, что врачи ошиблись и без оснований выписали Алексея Варакина, который представлял опасность для общества, им могут грозить обвинения по статьям "Халатность и «Оказание медицинских услуг, не отвечающих требованиям безопасности». По совокупности этих составов медицинским работникам грозит уголовное наказание до 10 лет лишения свободы.